# 道县
道县，古稱道州，位于中華人民共和國湖南省永州市南部。县人民政府驻地位於濂溪街道寇公街66號。“文革”时期的1967年在此发生了大规模屠杀事件。区域总面积为2,447.8平方公里。

## 行政区划
道县下辖7个街道办事处、11个镇、1个乡、3个民族乡：
濂溪街道、西洲街道、上关街道、营江街道、东门街道、富塘街道、万家庄街道、梅花镇、寿雁镇、仙子脚镇、清塘镇、祥霖铺镇、蚣坝镇、四马桥镇、白马渡镇、柑子园镇、白芒铺镇、桥头镇、乐福堂乡、审章塘瑶族乡、横岭瑶族乡、洪塘营瑶族乡和大坪铺农场。

## 人口
2020年末，永州市第七次全国人口普查公报显示：道县常住人口为621275人，男性人口占比53.64%，女性人口占比46.36%，年龄结构中0-14岁占比25.17%，15-59岁占比56.47%，60岁以上占比18.36%，65岁以上占比13.49%。

### 全县总人口
根据道县第六次全国人口普查主要数据公报：全县常住人口为605799人，同第五次全国人口普查2000年11月1日零时的612495人相比，十年共减少6696人。主要是外出半年以上务工人员增加。全县户籍人口为737786人。

### 家庭户人口
全县常住人口中共有家庭户150705户，家庭户人口为584736人，占常住人口的比重为96.52 %，平均每个家庭户的人口为3.88人，比2000年第五次全国人口普查的3.85人增加0.03人。

### 性别构成
全县常住人口中，男性人口为326791人，占53.94%；女性人口为279008人，占46.06%。总人口性别比（以女性为100，男性对女性的比例）由2000年第五次全国人口普查的124.07下降为 117.26 。

### 年龄构成
全县常住人口中，0—14岁人口为145080人，占23.95%；15—64岁人口为410495人，占67.76%；65岁及以上人口为50224人，占8.29%。
同2000年第五次全国人口普查相比，0—14岁人口的比重上升1.2个百分点，15—64岁人口的比重下降3.59个百分点，65岁及以上人口的比重上升2.38个百分点。

### 各种受教育程度人口
全县常住人口中，具有大学（指大专及以上）程度的人口为17420人；具有高中（含中专）程度的人口为56174人；具有初中程度的人口为259836人；具有小学程度的人口为177686人（以上各种受教育程度的人包括各类学校的毕业生、肄业生和在校生）。
同2000年第五次全国人口普查相比，每10万人中具有大学程度的由983.35人上升为2875.54人；具有高中程度的由7370.67人上升为9272.71人；具有初中程度的由40744人上升为42891.45人；具有小学程度的由19577.63人上升为29330.85人。但是，文盲、半文盲人数还占有一定的比例。在常住人口中，不识字的为25076人，占总人口的4.14%。

## 歷史沿革
古时称有庳。庳一作“鼻”。又名鼻墟、鼻亭。在今湖南道县北，接零陵县界。相传舜封象于此。古有象祠，唐元和中道州刺史薛伯高毁之。
秦始皇二十六年（前221年），置营浦县，隶长沙郡，为道县建县之始，因县治位于营水之滨而得名。汉元鼎六年隶零陵郡。 三国时吴宝鼎元年（266年）置营阳郡。隋代为永阳县。唐武德四年（621年），以零陵郡之营道、永阳二县置营州，改永阳县为营道县，后为宏道县。宋代复为营道县（两宋时期，道州辖四县：营道、江华、永明、宁远）。明清时为道州地。民国二年（1913年），改为道县。
道县自秦朝设立营浦县后，在2000多年的建制史中，有1500多年的时间为郡、为州、为府、为路。目前，道县已被列入湖南省4个行政体制改革试点县之一，国家‘十二五’规划期间道县将有可能升级为地级市或改为县级市。

## 文化大革命
文化大革命前期，1967年，湖南零陵地区包括道县在内的10余个县市发生了大规模屠杀事件。大屠杀中的杀人手段极其残忍，包括枪杀、刀砍、沉水、身上放火药炸死、活埋、暴力打死、勒死、火烧熏死、摔死未成年婴幼儿。:20
从1967年8月13日到10月17日，共有7696人被杀，1397人被逼自杀，2146人被致残。死者绝大部分是被中共政权划分为“地主、富农、反革命、坏分子和右派”的五类分子（3576人）以及他们的子女（4057人），还包括贫下中农1049人、其他411人；其中未成年人826人，年纪最大的78岁，最小的10天，14000多人参与了大屠杀。 湖南道县屠杀还直接影响了1968年的湖南邵阳县大屠杀。，该事件被写成书籍《血的神话：公元1967年湖南道县文革大屠杀纪实》。

## 政治

### 现任领导
| 机构     | 道县人民政府 县长  | · 中国共产党 · 道县委员会 · 书记 | 道县人民代表大会 常务委员会 主任 | · 中国人民政治协商会议 · 道县委员会 · 主席 |
| -------- | ------------------ | -------------------------------- | -------------------------------- | ------------------------------------------ |
| 姓名     | 刘华中             | 唐超学                           | 林志刚                           | 刘忠华                                     |
| 民族     | 汉族               | 汉族                             | 汉族                             | 汉族                                       |
| 出生地   | 湖南省隆回县       | 湖南省宁远县                     | 湖南省道县                       |                                            |
| 出生日期 | 1976年11月（48歲） | 1980年8月（44歲）                | 1974年10月（50歲）               |                                            |
| 就任日期 | 2024年12月         | 2024年10月                       | 2021年10月                       | 2021年10月                                 |

## 经济
2011年道县地方生产总值98.92亿元，同比增长13.7%。工业总产值、增加值分别实现77.27亿元、22.08亿元，分别增长38.9%、20%；财政总收入5亿元，增长38.9%；全社会固定资产投资完成61.13亿元，增长38.2%；社会消费品零售总额24.94亿元，增长19%；金融机构各项存款、贷款余额分别达到75.38亿元、23.51亿元，分别增长17.3%、13.1%。城镇居民人均可支配收入14389元，增长13.6%；农民人均纯收入7892元，增长23.9%。
道州工业园被确定为全省首批“两化融合试验区”。引进晶石电子、晶辰电子等10家投资过亿元的核心项目。电子信息产业园入驻企业16家，居全市各县区第一位。3家企业通过国家级高新技术企业认定，实现全县高新技术企业零的突破。
中国银行正式挂牌营业；1家信贷担保公司即将挂牌营业。道州工业园被确定为全省首批“中小企业信用体系建设试验区”。濂溪一脉文化生态旅游项目被列入省“十二五”发展规划。最大楼盘—40万平方米的万和世纪城全面建设。湘粤桂综合物流园启动建设，农产品冷链物流园、家居建材陶瓷物流园、钢贸物流园、汽车物流园等项目签约入驻。总投资1.28亿元、一期规模3万吨的石油储备中心启动建设。

## 著名古蹟
- 玉蟾巖遺址（ 全國重點文物保護單位 ）
- 道縣孔廟
- 濂溪明清古建築羣

## 人物
- 宋代思想家、理學鼻祖周敦頤；
- 清代書法家何紹基；
- 近代女革命家何寶珍。

## 交通
道县区位独特，交通便捷。道县位于湘、粤、桂三省结合部，素有“襟带两广，屏蔽三湘”之称。地处东盟经济圈、泛珠三角经济圈、中部经济圈、泛北部湾“四大经济圈”的交汇叠加之地，被称为沿海的内地、内地的前沿。境内洛湛铁路、道贺高速已全面通车， 厦蓉高速（郴州-道县段）2012年内可建成通车；冷水滩至道县高速公路2012年内有望启动建设；规划中的台昆铁路（赣州-郴州-道县-桂林段）将经过道县。届时，道县将形成两条铁路、三条高速公路、一条国道、两条省道相互贯通，并与京广铁路、 京港澳高速等路网相互贯通的立体交通网络。从道县出发，北上长沙、南下广州、西出南宁都只需4个小时，到桂林国际机场、永州机场不超过3小时，到达深圳港口只需5个小时，届时道县将成为湘南桂北的交通枢纽和湖南省交通最方便的20个县之一。
- 207国道、 357国道过境。